# Walmart Canada
Walmart Canada est la division canadienne de la multinationale américaine Walmart. En 2016, elle emploie environ 95 000 travailleurs dans 403 succursales. Son siège social est situé à Mississauga, en Ontario.

## Historique

Logo de 1994 à 2001

Logo de 2001 à 2009

Walmart a ouvert des magasins au Canada en 1994 en rachetant à Woolworth sa division Woolco et 122 de ses succursales,,. Toutes les succursales de Woolco seront achetées par Walmart à l'exception de 22 magasins, dont les dix qui étaient syndiqués. Avec cette transaction, Walmart acquiert plus de 14 000 000 pi2 (1 300 643 m2) déjà connus des consommateurs canadiens, se positionnant ainsi comme un joueur clé de la distribution au Canada,.
L'entreprise situe le siège de la division canadienne à Mississauga, en Ontario. Le 8 novembre 2006, les trois premiers Supercentres canadiens ouvrent leurs portes. Trois mois plus tard, on trouve déjà six Walmart Supercenters sur le territoire canadien.
En août 2007, l'entreprise possédait 292 magasins, employant environ 70 000 salariés.
En septembre 2008, Walmart Canada affirme employer 77 000 salariés dans 310 succursales.

Logo de 2009 à 2025

En 2009, la compagnie affirme employer 82 000 personnes dans plus de 300 succursales, qui offrent chacune près de 80 000 produits. Elle recense 54 succursales au Québec.
En 2015, elle emploie environ 95 000 travailleurs dans 395 succursales, et entend racheter et rénover treize magasins à Target Canada.
En septembre 2018, Walmart Canada met en place un service de livraison à domicile dans la journée dans certains de ses magasins via un partenariat avec Instacart.

## Antisyndicalisme

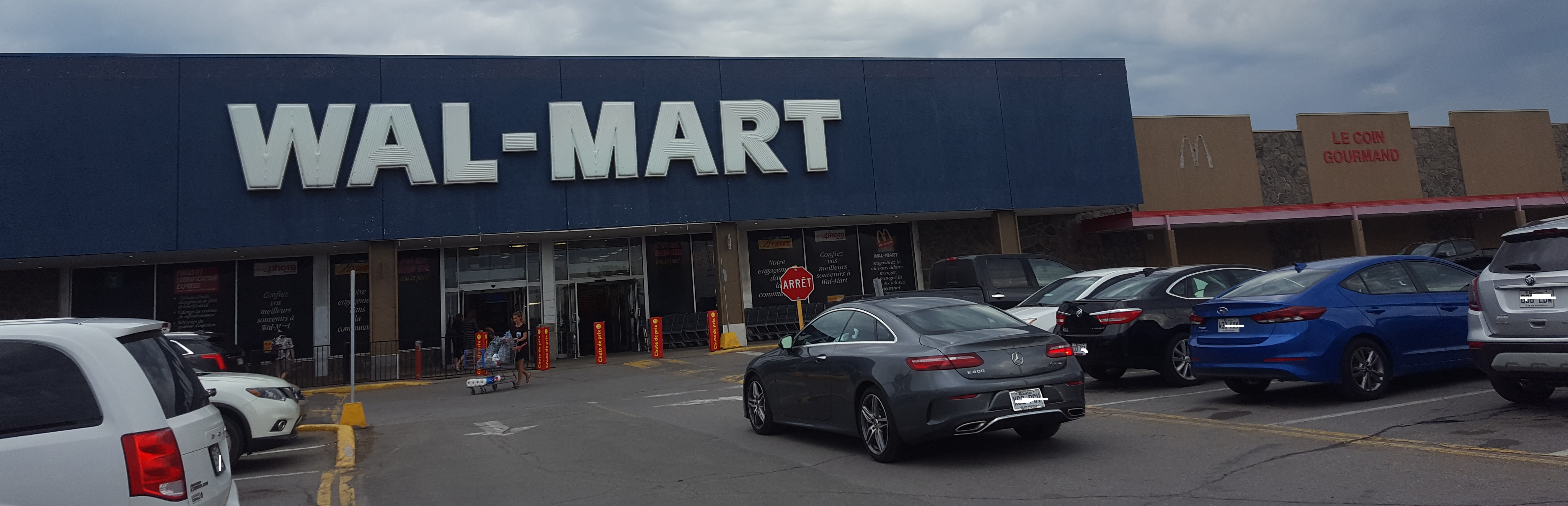
Magasin Walmart en 2020 dans l'ancien Woolco à Trois-Rivières.

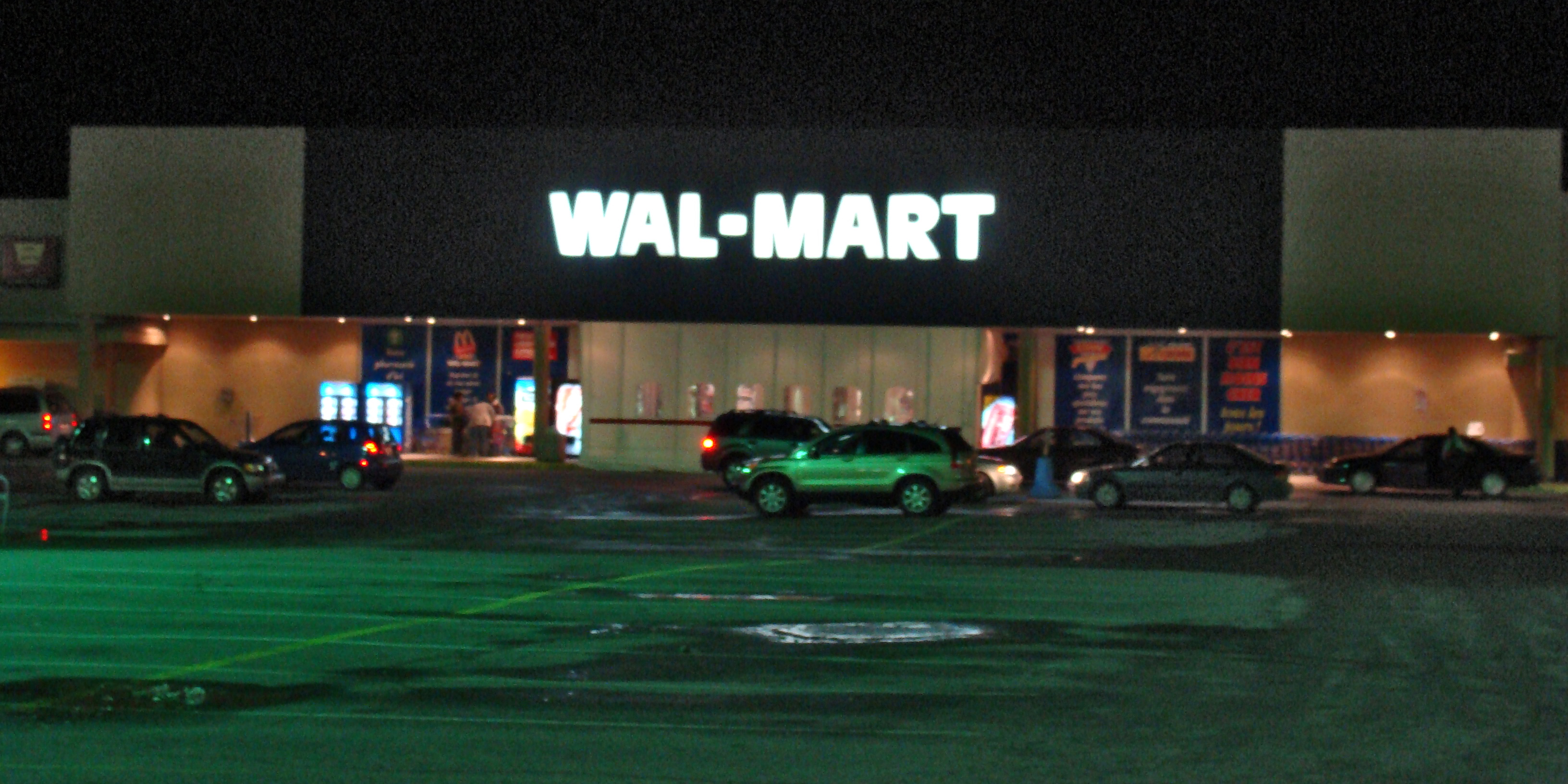
Walmart de Saguenay, au Québec (ancien Woolco).

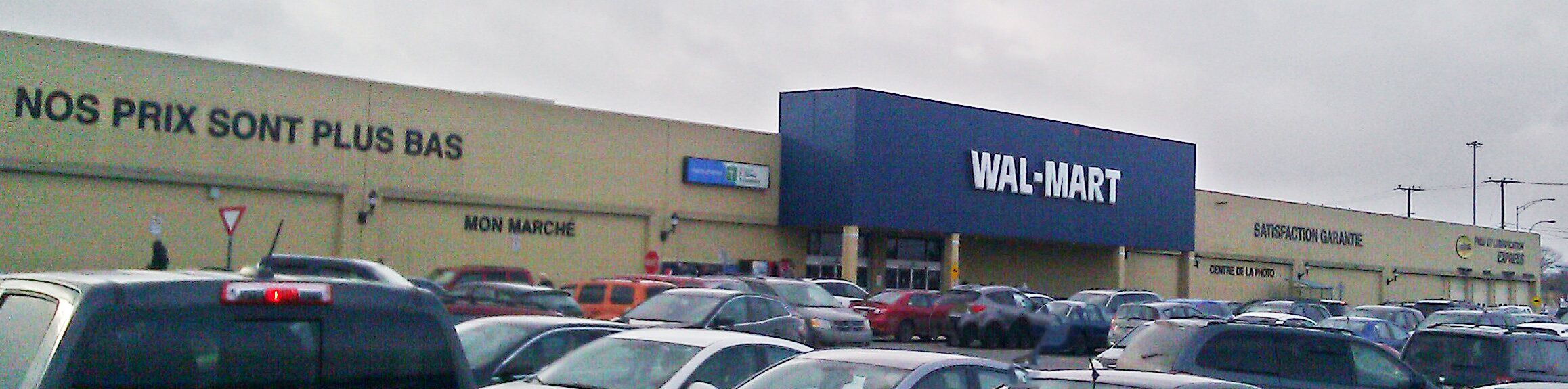
Magasin Walmart Repentigny (ancien Woolco) au Les Galeries Rive Nord en 2016 avec l'ancien logo.

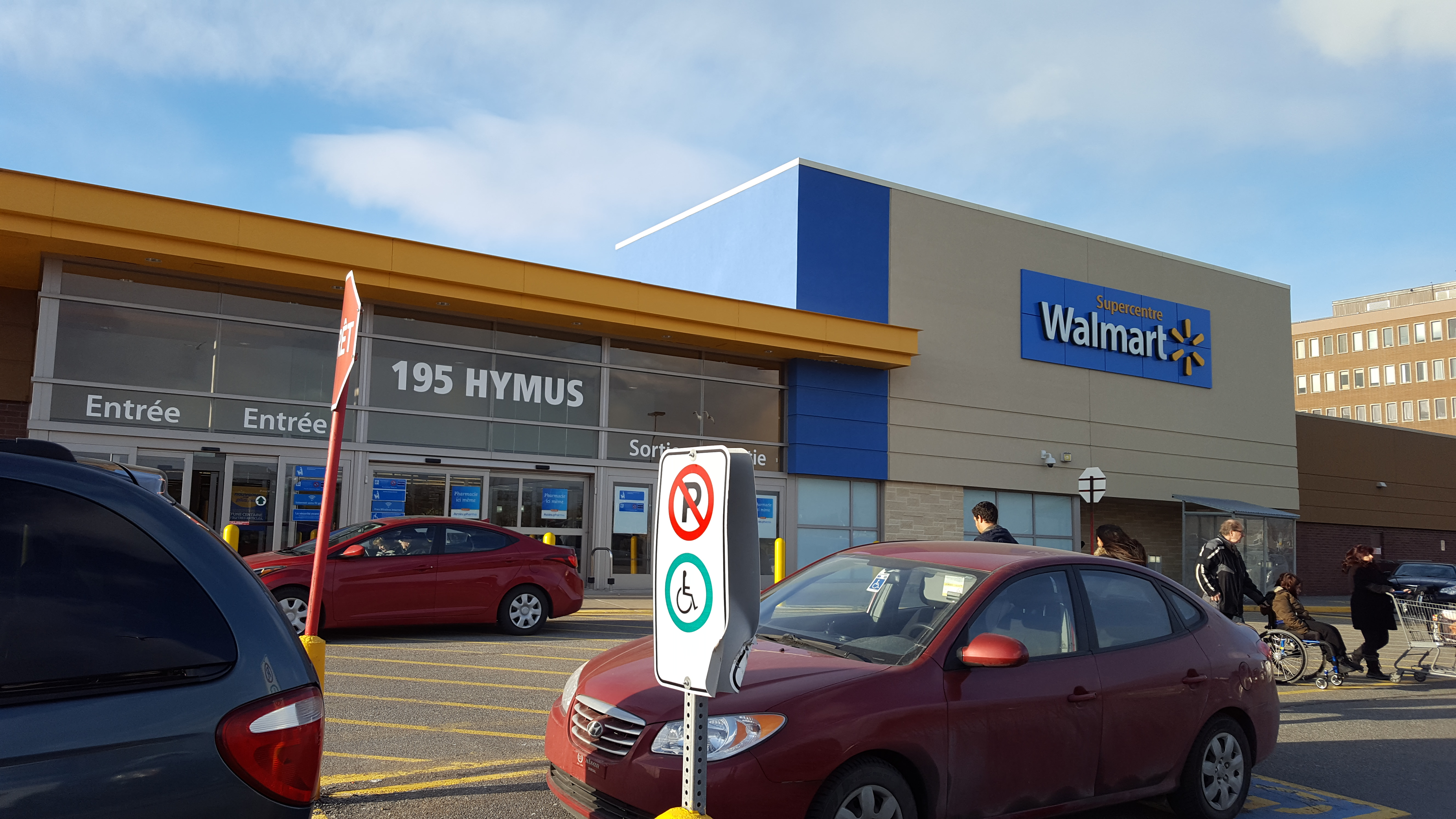
Ancien Target sur le nom Supercentre Walmart à Pointe-Claire, QC.

Les mesures antisyndicales de Walmart ont été la source de plusieurs conflits de travail au Canada.
En Saskatchewan, la firme conteste par voie judiciaire la syndicalisation de trois de ses magasins,,.
Au Québec, trois tentatives de syndicalisation d'employés de Walmart ont été entreprises par les Travailleurs unis de l'alimentation et du commerce (TUAC), membre de la Fédération des travailleurs du Québec.

### Saguenay (arrondissement Jonquière)
Les employés de la succursale de Saguenay (arrondissement Jonquière), au Saguenay-Lac-Saint-Jean, ont formé le premier magasin Walmart complètement syndiqué en Amérique du Nord en 2004. Négociant une première convention collective avec leur employeur, ce dernier annonce la fermeture du magasin en mai 2005, affirmant que le magasin se trouve dans une situation financière précaire.
Le 27 juin 2014, la Cour suprême du Canada a déterminé que Walmart, en fermant ce magasin, a contrevenu à l'article 59 du Code du travail du Québec stipulant qu'il est interdit pour un employeur de modifier les conditions de travail de ses employés lors d'un processus de syndicalisation.
L'affaire se solde en mars 2015 avec l'accord de versement d'une indemnisation par Walmart envers ses anciens employés

### Saint-Hyacinthe et Gatineau
En janvier 2005, la succursale de Saint-Hyacinthe reçoit son accréditation syndicale. Le 8 avril 2009, à la suite d'un long arbitrage, cette succursale se fait imposer une première convention collective, faisant de cette dernière la seule succursale syndiquée d'Amérique du Nord. Le 7 mars 2011, le syndicat est sorti de la succursale à la suite d'une étude de la Commission des relations du travail (CRT) sur les demandes de révocation qu'une employée avait transmise au mois de février. En effet, l'enquête a révélé que le syndicat ne représentait plus la majorité des employés.
Une autre accréditation syndicale fut également obtenue par les mécaniciens d'un magasin Walmart à Gatineau, encore une fois au Québec. À la suite de l'obtention d'une convention collective en août 2008, l'entreprise a annoncé la fermeture du magasin le 16 octobre de la même année.

## Enseigne de Weyburn
En avril 2004, des employés d'une succursale de Weyburn, en Saskatchewan, déposent une demande d'accréditation syndicale. À la suite de divers recours juridiques, le Conseil des relations de travail de la Saskatchewan rend un jugement en décembre 2008 permettant aux employés de rejoindre les Travailleurs unis du commerce et de l'alimentation (TUAC). Walmart conteste la décision, affirmant que seulement 29 des 104 employés actuels du magasins étaient présents en 2004 lors du vote d'affiliation. En 2010, les employés procèdent à un vote de désaffiliation. Celui-ci n'est pas dépouillé à la suite de divers recours juridiques.
En août 2013, la Cour suprême du Canada refuse d'entendre la cause et le vote est dépouillé. Après avoir constaté un vote de 51 contre 5, la Commission des relations de travail de la Saskatchewan prend acte du résultat et considère que la dernière succursale syndiquée au pays est désaffiliée.